# Дзяніш
Дзяніш (пол. Dzianisz) — село в Польщі, у гміні Косьцелисько Татранського повіту Малопольського воєводства.
Населення — 2272 особи (2011).
У 1975-1998 роках село належало до Новосондецького воєводства.

## Демографія
Демографічна структура станом на 31 березня 2011 року:
|          | Загалом | Допрацездатний вік | Працездатний вік | Постпрацездатний вік |
| -------- | ------- | ------------------ | ---------------- | -------------------- |
| Чоловіки | 1105    | 259                | 750              | 96                   |
| Жінки    | 1167    | 273                | 663              | 231                  |
| Разом    | 2272    | 532                | 1413             | 327                  |